# Front Algérie Française
Het Front Algérie Française, Nederlands: Frans-Algerijns Front, was een extreemrechtse partij in Algerije, die in 1960 in Algiers door Said Boualam was opgericht. De partij was in de Algerijnse Oorlog voor het voortbestaan van Frans-Algerije. De partij werd hetzelfde jaar al, op 24 december 1960, door de Franse overheid verboden, omdat ze clandestiene activiteiten zou uitvoeren.
De organisatie had in korte tijd had al 400.000 leden weten te werven en volgens de partij was dit aantal in november 1960 al gestegen tot een miljoen, waarvan 40% moslim zou zijn. Daar is feitelijk geen enkel bewijs van en de moslims die er toen bij waren, waarschijnlijk geen 40%, waren allemaal weer weg voor december. De aanhang bestond voornamelijk uit pieds-noirs.
Er was nadat het Front Algérie Française was ontbonden een andere organisatie, waarvan het doel was Algerije bij Frankrijk te laten horen: de Organisation de l'Armée Secrète. Die pleegden tussen 1961 en 1963 jaar aanslagen en vermoordden hun tegenstanders.